# Pteronymia calgiria
Pteronymia calgiria är en fjärilsart som beskrevs av William Schaus 1902. Pteronymia calgiria ingår i släktet Pteronymia och familjen praktfjärilar. Inga underarter finns listade.